# Brigitte Urhausen
Brigitte Urhausen (* 7. Februar 1980 in Luxemburg) ist eine luxemburgische  Schauspielerin und Hörspielsprecherin.

## Leben
Von 1999 bis 2003 ließ sich Brigitte Urhausen an der Staatlichen Hochschule für Musik und Darstellende Kunst Stuttgart zur Schauspielerin ausbilden. Nach ersten Verpflichtungen an Theatern in ihrem Heimatland, dem Wilhelma-Theater und dem Staatstheater in Stuttgart sowie dem Theater Magdeburg trat sie 2004 ein mehrjähriges Festengagement am Pfalztheater in Kaiserslautern an. Hier war sie neben anderen Rollen als Julia in Shakespeares Romeo und Julia zu sehen, in der Titelrolle von Arthur Schnitzlers Novelle Fräulein Else, sie spielte Luise in Kabale und Liebe von Friedrich Schiller und das Gretchen in Goethes Faust. Ab 2009 gastierte Urhausen wieder an verschiedenen Luxemburger Bühnen, außerdem am Badischen Staatstheater Karlsruhe und dem Staatstheater Mainz.
Vor der Kamera spielte Brigitte Urhausen bislang überwiegend in luxemburgischen Produktionen. Neben ihrer Tätigkeit als Off-Sprecherin beim Sender Arte spricht sie seit 2013 die Rolle der Kommissarin Amelie Gentner in den vom Saarländischen Rundfunk produzierten Radio-Tatorten.
Brigitte Urhausen ist verheiratet. Sie und ihr Mann, der Künstler und Bühnenbildner Jörg Brombacher, haben zwei gemeinsame Kinder. Die Familie lebt in Gleiszellen-Gleishorbach, einem kleinen Dorf des Landkreises Südliche Weinstraße im Süden von Rheinland-Pfalz.

## Filmografie
- 2005: Tantalus (Kurzfilm)
- 2011: Isabelle
- 2012: Doudege Wénkel
- 2014: Serena (Kurzfilm)
- 2015: Eng nei Zäit
- 2015: Keins von Beidem, sondern Bunt! (Kurzfilm)
- 2015: Alle anderen sind nicht gleich anders
- 2016: Die Nacht der 1000 Stunden
- 2017:  Alte Jungs (Rusty Boys)
- 2018: Tatort: Mord Ex Machina
- 2019: Das Menschenmögliche
- 2019: Capitani (TV-Serie)
- 2020: Tatort: Das fleißige Lieschen
- 2020: SOKO Köln – Aufruhr
- 2021: Tatort: Der Herr des Waldes
- 2021: Super-GAU – Die letzten Tage Luxemburgs
- 2021: WaPo Bodensee – Mechthild deckt auf
- 2022: Tatort: Das Herz der Schlange
- 2023: Tatort: Die Kälte der Erde
- 2024: Tatort: Der Fluch des Geldes (Fernsehreihe)
- 2025: Tatort: Das Ende der Nacht
- 2025: Stammheim – Zeit des Terrors

## Hörspiele
- 2013: Radio-Tatort (Folge: Grüße aus Fukushima) – Autor: Erhard Schmied – Regie: Stefan Dutt
- 2014: Radio-Tatort (Folge: Totentanz) – Autorin: Madeleine Giese – Regie: Stefan Dutt
- 2015: Radio-Tatort (Folge: In fremder Erde) – Autor: Erhard Schmied – Regie: Stefan Dutt
- 2016: Radio-Tatort (Folge: Aladins Wunderlampe) – Autorin: Madeleine Giese – Regie: Stefan Dutt
- 2017: Radio-Tatort (Folge: Alles fließt) – Autor: Erhard Schmied – Regie: Stefan Dutt
- 2018: Radio-Tatort (Folge: Paradise City) – Autor: Dirk Schmidt – Regie: Claudia Johanna Leist
- 2018: Radio-Tatort (Folge: Lange Schatten) – Autorin: Madeleine Giese – Regie: Matthias Kapohl
- 2019: Töchter – Autorin: Lucy Fricke – Regie: Matthias Kapohl
- 2019: Radio-Tatort (Folge: Über die Dörfer) – Autor: Erhard Schmied – Regie: Matthias Kapohl
- 2020: Radio-Tatort (Folge: Wetterleuchten) – Autorin: Madeleine Giese – Regie: Matthias Kapohl
- 2021: Radio-Tatort (Folge: Respekt | Frauenmord in Saarlouis) – Autor: Erhard Schmied – Regie: Matthias Kapohl
- 2021: Der Gestank der Welt oder Paarungstanz ist eine tote Sprache – Autorin: Caroline Bélisle – Übersetzung: Frank Weigand – Regie: Anouschka Trocker
- 2022: Radio-Tatort (Folge: Im Dunkeln) – Autorin: Madeleine Giese – Regie: Matthias Kapohl